# Okręg wyborczy nr 29 do Sejmu Polskiej Rzeczypospolitej Ludowej (1989–1991)
Okręg wyborczy nr 29 do Sejmu Polskiej Rzeczypospolitej Ludowej (1989–1991) obejmował Kalisz oraz gminy Blizanów, Brzeziny, Ceków-Kolonia, Chocz, Czermin, Dobrzyca, Gizałki, Godziesze Wielkie, Gołuchów, Koźminek, Lisków, Mycielin, Nowe Skalmierzyce, Opatówek, Pleszew, Sieroszewice, Stawiszyn, Szczytniki i Żelazków (województwo kaliskie). W ówczesnym kształcie został utworzony w 1989. Wybieranych było w nim 4 posłów w systemie większościowym.
Siedzibą okręgowej komisji wyborczej był Kalisz.

## Wybory parlamentarne 1989

### Mandat nr 111 –Polska Zjednoczona Partia Robotnicza
| Kandydat | I tura | I tura | II tura | II tura |
| Kandydat | Głosów | %      | Głosów  | %       |
| --- | ------ | ------ | ------- | ------- |
| Jan Olszewski                                                                                                  | 16 253 | 16,21  | 13 957  | 34,04   |
| Edward Horoszkiewicz                                                                                           | 13 628 | 13,60  | 22 447  | 54,75   |
| Władysław Sobocki                                                                                              | 12 730 | 12,70  | —       | —       |
| Michał Kuberka                                                                                                 | 9780   | 9,76   | —       | —       |
| Wiesław Jakubiak                                                                                               | 7674   | 7,66   | —       | —       |
| Liczba głosów ważnych: 100 239 (I tura) • 40 998 (II tura) Źródło: Państwowa Komisja Wyborcza I tura i II tura |        |        |         |         |

### Mandat nr 112 – bezpartyjny
| Kandydat                                                          | Głosów | %     |
| ----------------------------------------------------------------- | ------ | ----- |
| Czesław Kurzajewski                                               | 63 124 | 61,69 |
| Ewa Smardz                                                        | 16 943 | 16,56 |
| Zbigniew Pszczoła                                                 | 7824   | 7,65  |
| Małgorzata Nowak                                                  | 5237   | 5,12  |
| Saturnin Guglas                                                   | 3389   | 3,31  |
| Liczba głosów ważnych: 102 328 Źródło: Państwowa Komisja Wyborcza |        |       |

### Mandat nr 113 – bezpartyjny
| Kandydat                                                          | Głosów | %     |
| ----------------------------------------------------------------- | ------ | ----- |
| Józef Sałata                                                      | 70 551 | 69,20 |
| Wiesława Klimowicz                                                | 9547   | 9,36  |
| Józefa Janczewska                                                 | 5875   | 5,76  |
| Alicja Słomianna                                                  | 4442   | 4,36  |
| Józef Krajewski                                                   | 4021   | 3,94  |
| Roch Puchała                                                      | 2507   | 2,46  |
| Liczba głosów ważnych: 101 948 Źródło: Państwowa Komisja Wyborcza |        |       |

### Mandat nr 435 –Polska Zjednoczona Partia Robotnicza
| Kandydat                                                         | Głosów | %     |
| ---------------------------------------------------------------- | ------ | ----- |
| Czesław Skowroński                                               | 18 770 | 46,08 |
| Ignacy Urbanowski                                                | 14 393 | 35,33 |
| Liczba głosów ważnych: 40 736 Źródło: Państwowa Komisja Wyborcza |        |       |